# Триверо
Триверо (итал. Trivero) је насеље у Италији у округу Бијела, региону Пијемонт.
Према процени из 2011. у насељу је живело 70 становника. Насеље се налази на надморској висини од 588 м.

## Становништво
Према резултатима пописа становништва 2011. у општини је живело 6.144 становника.
| 1931. | 1936. | 1951. | 1961. | 1971. | 1981. | 1991. | 2001. | 2011. |
| ----- | ----- | ----- | ----- | ----- | ----- | ----- | ----- | ----- |
| 6.897 | 7.591 | 8.162 | 9.066 | 8.719 | 8.180 | 7.331 | 6.883 | 6.144 |